# Aziatische Winterspelen 1986
De eerste Aziatische Winterspelen werden gehouden van 1 maart 1986 tot 8 maart 1986, in Sapporo, Japan. De stad organiseerde dit nieuw evenement met de ervaring en de infrastructuur van de Olympische Winterspelen 1972. In totaal werden er 7 sporten georganiseerd, met in totaal 35 onderdelen. 430 atleten namen aan deze eerste Aziatische Winterspelen deel.
De officiële opening in het Makomanai Okunai Kyōgijō-stadion werd verricht door Fahad Al-Ahmed Al-Jaber Al-Sabah, de atleteneed werd afgelegd door Yoshio Hoshino.

## Sporten
- Alpineskiën
- Biatlon
- IJshockey
- Kunstschaatsen
- Langlaufen
- Schaatsen (zie Schaatsen op de Aziatische Winterspelen 1986)

## Deelnemende landen
- China
- Hongkong
- India
- Japan
- Mongolië
- Noord-Korea
- Zuid-Korea

## Medaillespiegel
| Medaillespiegel |             |      |        |        |        |
| Rang            | Land        | Gold | Silver | Bronze | Totaal |
| 1               | Japan       | 29   | 23     | 6      | 58     |
| 2               | China       | 4    | 5      | 12     | 21     |
| 3               | Zuid-Korea  | 1    | 5      | 12     | 18     |
| 4               | Noord-Korea | 1    | 2      | 5      | 8      |
| Totaal          |             | 35   | 35     | 35     | 105    |